# Alekseï Soutormine
Alekseï Sergueïévitch Soutormine (en russe : Алексей Сергеевич Сутормин) est un footballeur international russe né le 10 janvier 1994 à Moscou. Il évolue au poste d'ailier droit au Krylia Sovetov Samara.

## Biographie

### Débuts dans les divisions inférieures (2013-2018)
Natif de la ville de Moscou, Soutormine est dans un premier temps formé au sein du club local du club de football de l'école de sport Stroguino avant de rejoindre en 2007 le centre de formation du FK Khimki puis celui du Zénith Saint-Pétersbourg en 2010. Se trouvant face à des problèmes de logement, il fait finalement son retour à Moscou en début d'année 2013 et s'engage avec l'équipe première du Stroguino qui dispute alors la troisième division. Il passe deux saisons au club, disputant 60 rencontres et marquant 17 buts. Ses performances lui valent ainsi d'être sélectionné avec les espoirs russes de Nikolaï Pissarev avec qui il prend notamment part à la Coupe de la CEI au mois de janvier 2016, jouant quatre matchs et étant buteur en finale face à la Moldavie.
Il rejoint à l'été 2015 le Volgar Astrakhan en deuxième division et est auteur pour sa première saison de quatre buts et huit passes décisives tandis que le club atteint les barrages de promotion mais est finalement défait par l'Anji Makhatchkala. Restant par la suite une saison et demie de plus, il cumule en tout 94 matchs joués pour 22 buts inscrits avant d'être vendu par le Volgar, alors en difficultés financièrement, au FK Orenbourg en début d'année 2018. Sous ces nouvelles couleurs, il remporte le championnat de deuxième division à l'issue de la saison avec treize rencontres joués et trois buts marqués.

### Débuts dans l'élite et transfert au Zénith Saint-Pétersbourg (depuis 2018)
Faisant ses débuts en première division lors de la saison 2018-2019, Soutormine se démarque comme l'un des acteurs majeurs de la bonne saison du club qui termine septième en championnat, tandis que le joueur trouve le chemin des filets à huit reprises en championnat. À la fin du mois de juin 2019, sa signature au Rubin Kazan dans le cadre d'un contrat de quatre ans est officiellement annoncée, mais il ne passe qu'un peu plus d'une semaine au club avant de s'engager finalement avec le Zénith Saint-Pétersbourg le 8 juillet. Il inscrit ses premiers buts sous ses nouvelles couleurs contre ce même Rubin le 21 septembre suivant, marquant un doublé lors de la victoire 5-0 des siens en championnat.
Les performances de Soutormine avec le Zénith lui valent d'être appelé en sélection pour la première fois par Valeri Karpine en septembre 2021 en remplacement du blessé Sergueï Petrov. Il dispute ses premières minutes avec la Sbornaïa le 8 octobre suivant face à la Slovaquie dans le cadre des éliminatoires de la Coupe du monde 2022 (victoire 1-0). Il marque son premier but avec la Russie un mois plus tard contre Chypre à l'occasion de sa troisième sélection (victoire 6-0).

## Statistiques
| Saison                | Club                     | Championnat           | Championnat | Championnat | Coupe(s) nationale(s) | Coupe(s) nationale(s) | Compétition(s) continentale(s) | Compétition(s) continentale(s) | Compétition(s) continentale(s) | Total | Total |
| Saison                | Club                     | Division              | M.          | B.          | M.                    | B.                    | Comp.                          | M.                             | B.                             | M.    | B.    |
| 2013-2014             | Stroguino Moscou         | D3                    | 31          | 6           | 3                     | 2                     | -                              | -                              | -                              | 34    | 8     |
| 2014-2015             | Stroguino Moscou         | D3                    | 25          | 9           | 1                     | 0                     | -                              | -                              | -                              | 26    | 9     |
| 2015-2016             | Volgar Astrakhan         | D2                    | 31          | 4           | 1                     | 0                     | -                              | -                              | -                              | 32    | 4     |
| 2016-2017             | Volgar Astrakhan         | D2                    | 38          | 9           | 1                     | 0                     | -                              | -                              | -                              | 39    | 9     |
| 2017-2018             | Volgar Astrakhan         | D2                    | 23          | 9           | -                     | -                     | -                              | -                              | -                              | 23    | 9     |
| 2017-2018             | FK Orenbourg             | D2                    | 13          | 3           | -                     | -                     | -                              | -                              | -                              | 13    | 3     |
| 2018-2019             | FK Orenbourg             | D1                    | 29          | 8           | 2                     | 1                     | -                              | -                              | -                              | 31    | 9     |
| 2019-2020             | Zénith Saint-Pétersbourg | D1                    | 24          | 3           | 5                     | 2                     | C1                             | 2                              | 0                              | 31    | 5     |
| 2020-2021             | Zénith Saint-Pétersbourg | D1                    | 26          | 3           | 1                     | 0                     | C1                             | 5                              | 0                              | 32    | 3     |
| 2021-2022             | Zénith Saint-Pétersbourg | D1                    | 25          | 4           | 2                     | 0                     | C1+C3                          | 4+1                            | 1+0                            | 32    | 5     |
| 2022-2023             | Zénith Saint-Pétersbourg | D1                    | 8           | 0           | 4                     | 0                     | -                              | -                              | -                              | 12    | 0     |
| Total sur la carrière | Total sur la carrière    | Total sur la carrière | 273         | 58          | 20                    | 5                     | -                              | 12                             | 1                              | 305   | 64    |

## Palmarès
FK Orenbourg
- Champion de Russie de deuxième division en 2018.

 Zénith Saint-Pétersbourg
- Champion de Russie en 2020, 2021, 2022 et 2023.
- Vainqueur de la Coupe de Russie en 2020.
- Vainqueur de la Supercoupe de Russie en 2022.